# 愛無止盡 (音樂劇)
《愛無止盡》（英語：Love Never Dies）是一部由安德魯·洛伊·韋伯創作的浪漫音樂劇。該劇為1986年首演的《歌劇魅影》的續集。韋伯早於1990年便開始構思此劇，但直到2007年才正式編寫劇中歌曲，並於2010年3月9日在倫敦西區阿德爾菲劇院首演。然而，《愛無止盡》的口碑與票房皆不及《歌劇魅影》，倫敦首演版本更遭到幾乎一致的負面評價。此後，該劇在澳洲推出了經過重新製作及更換演員陣容的新版本，獲得了相對較為正面的回響。
劇中大部分歌曲為全新創作，但仍穿插了《歌劇魅影》中的多首經典旋律作為配樂，以維持與前作的連結。《愛無止盡》的故事圍繞魅影與克莉絲汀之子之間的複雜糾葛展開。魅影渴望克莉絲汀重回身邊，因而與克莉絲汀的丈夫夏尼子爵展開一場延續十年的愛情風暴。

## 劇情

#### 第一幕
吉里夫人晚上獨自走在荒涼的碼頭上，回憶起康尼島曾經的“奇蹟之城”名為幻影的遊樂園。弗萊克小姐的鬼魂，一個曾經在公園里和吉里一起工作過的畸形秀表演者，出現在黑暗中（“Prologue”）。當 弗萊克敦促吉利夫人回憶起“過去的美好時光”並指責她“發生了什麼”時，隨著破舊的廣告牌被修復，Phantasma 的燈光被點亮，以及各種各樣的公園的表演者以夢幻般的順序出現（"The Coney Island Waltz/That's the Place That You Ruined, You Fool!"）。
現在距離巴黎歌劇院事件已過了十年，背景來到了紐約康尼島的魅影開的"奇蹟之城"。一群興奮的度假者到來了，他們對"奇蹟之城"背後的故事全然不知。他們也不知道在公園隱居的蒙面所有者和創造者，一位僅被稱為 Y 先生（“海邊天堂”）的富有大亨，竟然是十年前轟動巴黎的魅影。
在公園上方高塔的一個黑暗的私人巢穴中，魅影與一個類似於克里斯汀的自動機互動。儘管這些年過去了，他取得了許多成功，幻影仍然渴望與克里斯汀團聚（“直到我聽到你唱歌”）。這時，梅格闖入並要求幻影對她的表現進行反饋，但他對克里斯汀的想法分散了注意力，並認為梅格很煩人。吉里夫人很生氣，因為多年來她和梅格為魅影所做的一切勝於克里斯汀，但魅影似乎仍然只想到克里斯汀。吉里講述了她和梅格如何幫助將他從巴黎偷運到一艘從加來出發的船上，然後他們乘船逃到了美國。但魅影無視了她們，他召叫了弗萊克小姐，她與另外兩名畸形秀表演者甘格爾博士和斯奎爾奇先生一起出現。魅影讓他們給克里斯汀寫了一封信，邀請她來為魅影表演（“Giry 面對幻影/直到我聽到你唱歌（重播）”）。
梅格是克里斯汀的歌劇院朋友，年輕時對魅影的興趣多於害怕，現在是魅影的頭號滑稽表演者。吉里夫人，她的母親和歌劇院的前芭蕾舞女主人現在是該節目的業務經理和編舞。梅格和她的母親都渴望討好魅影，以確保他們的未來；當梅格準備表演“哦啦啦女孩”時，她想知道這是否會讓他高興（“只為他/只為你”）。演出結束後，吉里夫人告訴梅格，她已安排她會見一位重要客戶，暗示梅格一直在暗中為關鍵人物提供性服務，以便為幻影帶來政治和經濟上的權宜之計。
三個月後，夏洛克子爵、克里斯汀和他們的兒子古斯格夫（實際上是魅影與克里斯汀的孩子）一起抵達紐約，碼頭上的狗仔隊歡迎他們（“克里斯汀下船”）。旁觀者的評論表明，克里斯汀已經有一段時間沒有表演了，而拉雷爾的大部分財產都因為酗酒和賭博而失去了。這時魅影的三重奏表演者（弗萊克、岡格爾和斯奎爾奇）乘坐一輛由“幽靈”馬拉著的奇怪馬車抵達，並接 送了他們一行三人前往奇蹟之城。當他們到達了奇蹟之城後，在他們的房間裡，雷爾表示厭惡他們的邀請者派馬戲團的怪胎來接待他們（“多麼可怕的小鎮！......”）。這讓古斯格夫心煩意亂，並衝出去找酒吧。古斯格夫對於父親的這列行為感到不解，並表示可能是雷爾已不再喜歡自己，克里斯汀向她的兒子解釋他的行為（“用心看”）。然而，當古斯塔夫上床睡覺時，魅影突然在露台現身並向震驚的克里斯汀透露，是他召喚她在奇蹟之城表演。起初，克里斯汀十分憤怒，十年以來，每一個人都認為魅影已在當時的火災中死去，但克里斯汀最終屈服於在她結婚前兩人共享的秘密夜晚的記憶。當他們回憶起他們一夜的激情時，據透露，克里斯汀準備放雷爾並選擇接受魅影時，但早上醒來發現自己獨自一人。魅影解釋說，當她在晨光中看到他的臉時，他害怕她會再次拒絕他（“在無月的天空下”）。兩人都承認他們曾經認為他們的愛情有機會，但現在的情況使這成為不可能（“從前”）。他們被古斯塔夫的一聲尖叫嚇了一跳，古斯格夫從噩夢中驚醒並衝進房間（“請媽媽，我很害怕！”）。克莉絲汀介紹幻影是一位名叫 Y 先生的老朋友，並承諾第二天帶這個男孩參觀幻影。
在排練室，梅格意外與克莉絲汀重逢，克莉絲汀得知她被邀請到那裡唱歌的消息讓她大吃一驚。同樣，雷爾遇到了吉里夫人，並發現是魅影安排了這一初，把他們帶到了康尼島（“親愛的老朋友”）。
後來，畸形秀三人組帶古斯格夫去地下室與魅影會面，在那裡，魅影被古斯格夫所展出的許多音樂才華所吸引。當古斯塔夫在鋼琴上演奏出他自己創作的令人難忘的旋律時，魅影再次想起了他與克里斯汀的那一個晚上，他對這個有音樂天賦的孩子實際上可能是他的兒子的可能性感到震驚（“美麗”）。魅影向古斯塔夫詢問他的才能和激情，發現他們是志同道合的人。相信古斯格夫將能夠透過表面看到裡面的東西，幻影大膽地移除了隱藏他畸形的面具（“The Beauty Underneath”）。令他沮喪的是，古斯格夫被嚇壞了，看到這一幕尖叫起來，克里斯汀及時進來讓男孩平靜下來。當魅影質問她懷疑古斯格夫的父親身份時，克里斯汀承認孩子確實是魅影的兒子，這促使魅影發誓從此以後他的所有工作都將獻給古斯格夫（“魅影面對克里斯汀”）。在他們不知情的情況下，吉里夫人無意中聽到了他們的談話並被激怒了，她認為多年來她和梅格為魅影所做的一切都是徒勞的。

## 歌曲
- "Prologue" - 序曲
- "The Coney Island Waltz" - 科尼島舞曲
- "That's the Place That You Ruined, You Fool!" - 笨蛋，那被你毀掉的地方！
- "Heaven by the Sea" - 海之天堂
- "Only for Him/Only for You" - 只屬於他/你
- "The Aerie" - 巢穴
- "'Til I Hear You Sing" - 直到我聽到你唱
- "Giry Confronts the Phantom/'Til I Hear You Sing (Reprise)" - 面對着魅影/直到我聽見你唱
- "Christine Disembarks" - 下船
- "Arrival of the Trio: "Are You Ready to Begin?" - 接送三重唱
- "What a Dreadful Town!..." - 糟糕的小鎮
- "Look with Your Heart" - 望着你的心
- "Beneath a Moonless Sky" - 缺月朗空下
- "Once Upon Another Time" - 曾經滄海時
- "Mother Please, I'm Scared!" - 媽媽！我害怕！
- "Dear Old Friend" - 致舊時友
- "Beautiful" - 美麗
- "The Beauty Underneath" - 地下麗景
- "The Phantom Confronts Christine" - 魅影面對克里斯汀
- Disc 2
- "Entr'acte" -The Orchestra
- "Why Does She Love Me?" -為何她愛我？
- "Devil Take the Hindmost" -輸者及殃
- "Heaven by the Sea (Reprise)" -海之天堂
- "Ladies...Gents!/The Coney Island Waltz (Reprise)" -科尼島舞曲
- "Bathing Beauty" -沐浴美人曲
- "Mother, Did You Watch?" -媽媽，你看見嗎？
- "Before the Performance" -表演前
- "Devil Take the Hindmost (Quartet)" -輸者及殃（四重唱）
- "Love Never Dies" -愛無止盡
- "Ah, Christine!" -噢！克里斯汀
- "Gustave! Gustave!" -古斯格夫！古斯格夫！
- "Please Miss Giry, I Want to Go Back!..." -我想回到過去

注意，由於這些歌曲皆未有正式中文譯名，此為編者自行譯之。

#### 歌劇魅影中的歌曲
"The Phantom of The Opera"-歌劇魅影

## 另見
- 歌劇魅影
- 安德魯·洛伊·韋伯

## 外部連結
- Love Never Dies
- 16-image photo gallery from The Daily Telegraph
- 15-image photo gallery from Playbill
- Love Never Dies Casting Breakdown